# Wydział do spraw specjalnych
Wydział do spraw specjalnych (także jako Wydział do spraw zamkniętych) ang. Cold Squad – kanadyjski serial kryminalny o pracy grupy policjantów w Vancouver zajmującej się zamkniętymi śledztwami, wyświetlany przez telewizję CTV w latach 1998-2005. 
W Polsce serial można oglądać na antenie Tele 5.
Amerykański serial Dowody zbrodni (Cold Case) pojawił się później i autorzy kanadyjscy wynajęli prawnika, aby ochronić swoje prawa.

## Obsada
- Julie Stewart jako sierżant Ali McCormick
- Garry Chalk jako inspektor Andrew Pawlachuk
- Tamara Marie Watson jako detektyw Mickey Kollander
- Gregory Calpakis jako detektyw Nicco Sevallis
- Joely Collins jako Christine Wren
- Jay Brazeau jako Sam Fisher
- Matthew Bennett jako detektyw Len Harper
- Stephen McHattie jako sierżant Frank Coscarella
- Michael Hogan jako detektyw Tony Logozzo

W epizodach wystąpili m.in.: Joy Tanner, Tamara Craig Thomas, Michael Ironside, Jason Gray-Stanford, Rekha Sharma, Magda Apanowicz.